# 2024 у науці
Ця стаття присвячена головним науковим подіям у галузі науки в 2024 році.

## Події

### Січень
- 1 січня — запуск XPoSat — космічного рентгенівського телескопа, що був розроблений Індійською організацією космічних досліджень і розробок.
- 3 січня — ученими із Льєзького університету повідомлено про знахідку найдавніших тилакоїдних мембран у гірських породах в Австралії, вік яких складає 1,75 мільярда років[1].
- 9 січня — уперше запущена ракета-носій «Вулкан», відправивши до Місяця приватний посадковий модуль Peregrine; перша місія в програмі Commercial Lunar Payload Services[2].
- 11 січня
  - відкриття Tyrannosaurus mcraeensis, старшого виду тиранозавра, який жив за 5—7 мільйонів років до Tyrannosaurus rex, і який може мати фундаментальне значення для еволюції виду[3][4].
  - відкриття найдавнішого відомого зразка шкіри, скам’янілої близько 289 мільйонів років тому. Можливо, що вона належала стародавній рептилії[5][6].
- 19 січня — посадковий модуль SLIM здійснив м'яку посадку на Місяці; Японія стала п'ятою країною, яка зробила успішне примісячення космічного апарата[7].

### Лютий
- 8 лютого — був запущений Plankton, Aerosol, Cloud, ocean Ecosystem (PACE), дослідницький супутник NASA дистанційного зондування Землі[8].
- 22 лютого — безпілотний посадковий модуль Nova-C «Одіссей» компанії Intuitive Machines став першим приватним космічним апаратом, що здійснив посадку на Місяць[9].

### Березень
- 4 березня
  - запуск корабля SpaceX Crew-8 із чотирма космонавтами на борту до МКС[10].
  - запуск MethaneSAT[en], супутника дистанційного зондування Землі для вивчення виділення метану в земну атмосферу.
- 6 березня — Компанія Colossal Biosciences повідомляє про перше створення індукованих плюрипотентних стовбурових клітин азійського слона, що може стати ключовим кроком на шляху до відтворення вимерлого волохатого мамута[11].
- 25 березня — напівтіньове місячне затемнення.

### Квітень
- 8 квітня — повне сонячне затемнення повну фазу якого можна було спостерігати на території Мексики, США і Канади.
- 11 квітня — Weather System Follow-on Microwave[en], супутника дистанційного зондування Землі для вивчення погоди.

### Травень
- 3 травня — запуск Чан'е-6 — роботизованої місії для дослідження Місяця Китайського національного космічного управління.
- 6 травня — корпорація Alphabet випустила наступну версію моделі штучного інтелекту AlphaFold 3 для точного прогнозування структури білків, ДНК, РНК, лігандів тощо, а також того, як вони взаємодіють[12].

### Червень
- 5 червня — перший пілотований запуск багаторазового космічного корабля «Старлайнер» місії Boeing Crew Flight Test компанії Boeing до МКС[13].
- 22 червня — запуск SVOM, рентгенівського космічного телескопа, розробленого Китайським національним космічним управлінням, Китайською академією наук і Національним центром космічних досліджень Франції.
- 25 червня — китайська космічна місія Чан'е-6 вперше доставила на Землю зразки ґрунту зі зворотного боку Місяця[14].

### Липень
- 2 липня  — знайдено розвязок п'ятого завзятого бобра (busy beaver)[15]
- 9 липня — повідомляється про перше локальне вимирання(інші мови) внаслідок підвищення рівня океану в Сполучених Штатах: вид кактусів пілозоцереус — Pilosocereus millspaughii у Флориді[16][17].

### Вересень
- 2 вересня — виявлено прокаріоти, які володіють здатністю до ендоцитозу[18].
- 18 вересня — місячне затемнення, яке було повністю видно над західними частинами Африки та Європи, Південною та Східною Північною Америкою[19].

### Жовтень
- 2 жовтня — кільцеподібне сонячне затемнення, яке можна було спостерігати на півдні Південної Америки, а також в центральній і південно-східній зонах акваторії Тихого океану[20].
- 7 жовтня — запуск місії Європейське космічне агентство Hera для вивчення подвійного астероїда 65803 Дідим.
- 14 жовтня — запуск місії НАСА Europa Clipper щодо вивчення супутника Юпітера — Європи[21].
- 29 жовтня — запуск КНР корабля Шеньчжоу-19 із трьома космонавтами до орбітальної станції «Тяньгун»[22].

### Грудень
- 5 грудня — запущена космічна демонстраційна місія ЕКА PROBA-3, що покликана продемонструвати технологію польоту пари супутників у формації та здійснити коронографію Сонця в космосі.

## Нагороди

### Нобелівська премія
- Премію з медицини та фізіології здобули Віктор Амброс та Гері Равкін за відкриття мікроРНК та її ролі у посттранскрипційній регуляції генів[23].
- Премію з фізики присуджено Джону Гопфілду і Джеффрі Гінтону за фундаментальні відкриття в галузі машинного навчання за допомогою штучних нейронних мереж[24].
- Премію з хімії присуджено Девіду Бейкеру, Демісу Гассабісу і Джону Джамперу за комп'ютерний дизайн білків і передбачення їхньої структури[25].